# Khorasan-Weizen

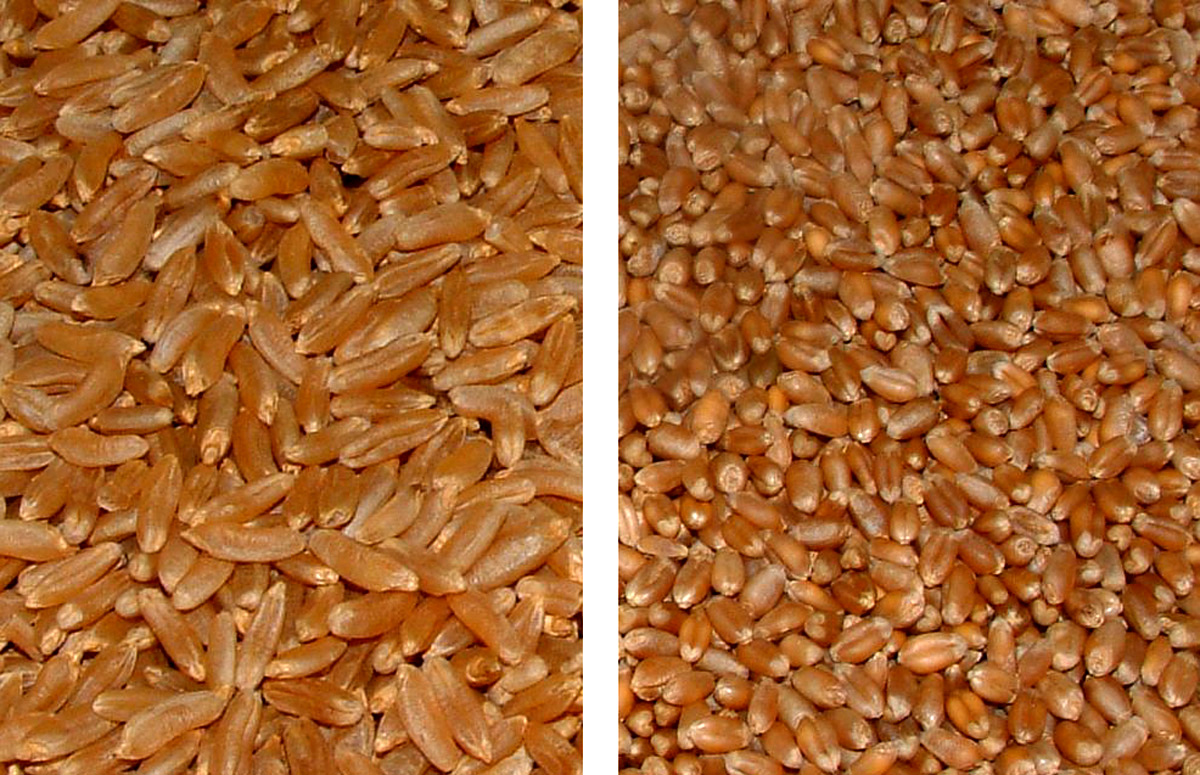
Die Körner des Khorasan-Weizens (Kamut), links, sind deutlich größer als die des Weichweizens, rechts

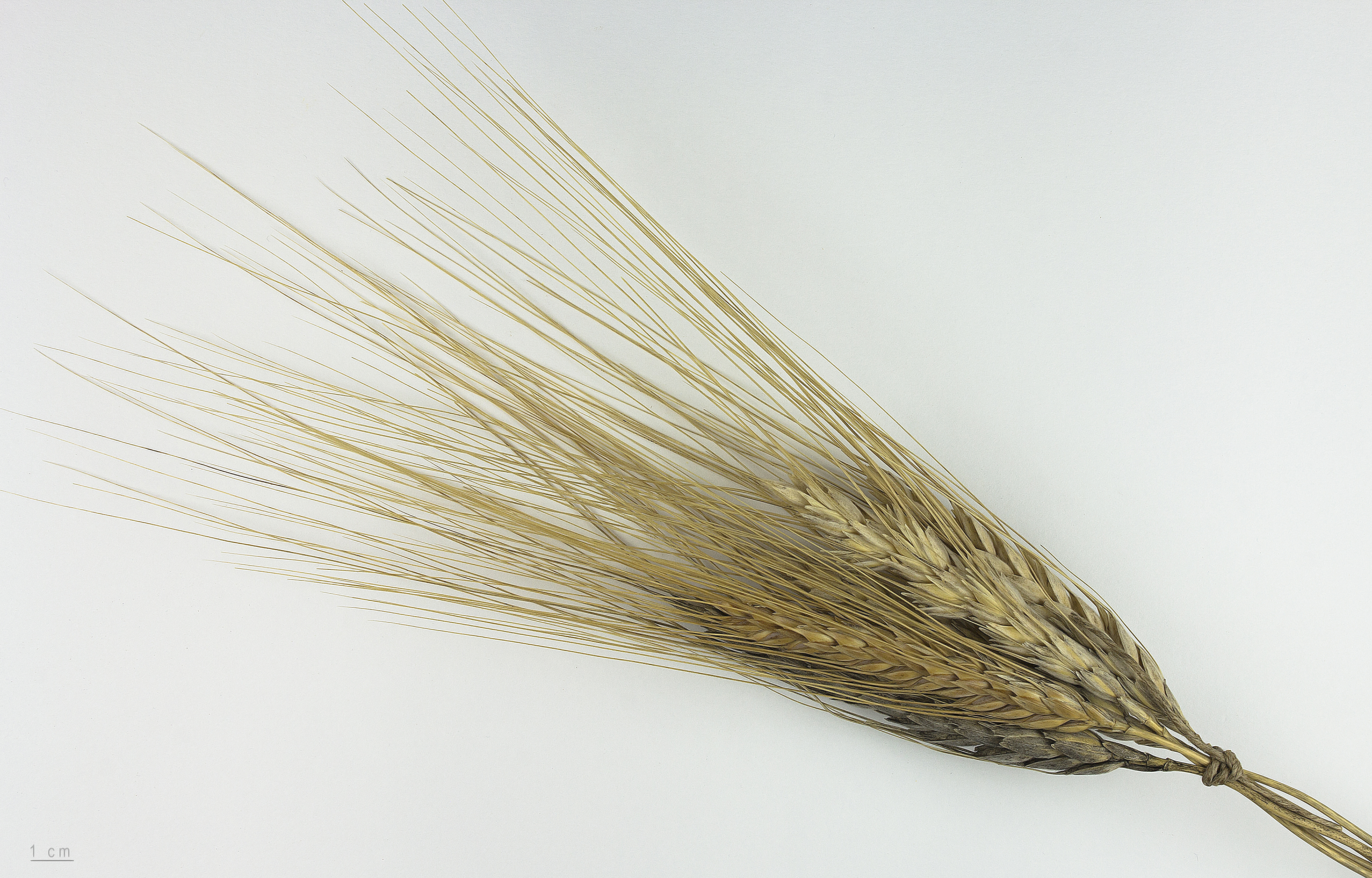
Triticum turgidum subsp. turanicum

Khorasan-Weizen (Triticum turgidum × polonicum) ist eine alte Sorte des Sommerweizens, die nach genetischen Untersuchungen eine natürliche Hybride aus Hartweizen (Triticum durum) und einer Weizen-Wildform (Triticum polonicum) ist. Wie der Name andeutet, geht man nach dem gegenwärtigen Stand der genetischen Forschung von einem Ursprung in Chorasan, einem historischen Gebiet in der gleichnamigen Nordostprovinz des Irans sowie Teilen von Afghanistan und Turkmenistan aus. Erstmals beschrieben wurde die Sorte im Jahre 1921. Die Anbaugebiete waren ursprünglich der Fruchtbare Halbmond (Ägypten, Levante, Anatolien, Irak, Iran) und der Kaukasus (Armenien, Aserbaidschan, Russland) und Usbekistan. Charakteristisch sind die schwarz begrannte Ähre und ein Korn, das deutlich länger ist als das des Hartweizens. Diese Getreideart eignet sich wie Hartweizen besonders zur Herstellung von Teigwaren.
Landwirte aus Montana (USA) ließen sich das altägyptische Wort Kamut für den biologischen Khorasan-Weizenanbau als Marke schützen und vermarkten ihn unter dieser Bezeichnung. Dadurch bürgerte sich Kamut auch in Deutschland als Synonym für den Khorasan-Weizen ein.

## Synonyme
Homotypische Synonyme:
- Triticum turgidum subsp. turanicum (Jakubz.) Á.Löve
- Gigachilon polonicum subsp. turanicum (Jakubz.) Á.Löve
- Triticum durum subsp. turanicum (Jakubz.) L.B.Cai.

Heterotypische Synonyme:
- Triticum orientale Percival
- Triticum percivalii E. Schiem.
- Triticum percivalianum Parodi
- Triticum turanicum var. quasinotabile Udachin & Potokina.[4]

## Anbau und Handel
Der Khorasan-Weizen zählt wie Einkorn und Emmer zu den ältesten kultivierten Getreidearten. Einkorn und Emmer wurden bereits vor 10.000 Jahren, Khorasan-Weizen vor etwa 6.000 Jahren angebaut. Die alten Getreidearten liefern weit geringere Erträge als die neueren Kulturformen. Sie sind anspruchsloser und unempfindlicher gegenüber Krankheiten und Schädlingsbefall. Da Khorasan-Weizen kaum auf Kunstdünger anspricht, war die Art für die konventionelle Landwirtschaft nie interessant. Es ist ein ideales Korn für den Bio-Anbau, das allerdings warmes und trockenes Klima bevorzugt. In Deutschland sind die klimatischen Voraussetzungen für den Anbau schwierig.
Hauptanbaugebiete sind Nordamerika und Südeuropa mit einem durchschnittlichen Ertrag von 12 dt/ha. Khorasan-Weizen wird für den deutschen Markt fast ausschließlich aus biologischem Anbau angeboten.

## Geschichte
Die exakte Herkunft ist unbekannt. Mehrere Legenden, allesamt unbestätigt, versuchen die Kenntnislücke zu füllen. In Ägypten wird er heute Balady Durum genannt, was so viel wie „einheimischer Durum“ heißt. Spekulationen über seinen Ursprung umfassen auch die Einführung durch die Armeen der antiken Griechen, des Römischen Reiches oder möglicherweise auch später durch das Byzantinische Reich. Von Bauern in der Türkei, wo man ihn auf kleinen Feldern finden kann, werden örtliche Legenden erzählt, wonach der Khorasan-Weizen, der auch Kamelszahn oder Weizen des Propheten genannt wird, das Getreide war, das der biblische Noah auf seiner Arche mitbrachte.
Ein Zeitungsartikel in der Great Falls Tribune von Montana aus den 1960er Jahren berichtete, dass der in Portugal stationierte US-amerikanische Pilot Earl Dedman 1949 seinem Vater Rube E. Dedman, einem Farmer in Fort Benton, 36 Körner eines Riesenweizens in einem Briefumschlag zusandte. Sechs Jahre später hatte die Familie Dedman 1500 Scheffel in ihrer Kornkammer. Sie nannten den Weizen King Tut Wheat, die Körner stammten angeblich aus einer Steinkiste in einem ägyptischen Grab in der Nähe des Nils bei Dahshur. Der Ursprung der Art in Ägypten ist jedoch durch die eingangs zitierte DNA-Analyse widerlegt. Der Weizen wurde als Kuriosität auf vielen kleinen Feldern rund um Fort Benton angebaut und auf regionalen Märkten verkauft.
Im Jahr 1977 erhielt der Farmer Mack Quinn in Montana einige Körner dieser Getreideart aus Fort Benton und begann mit dem Anbau. Ab 1980 vermarktete er die alte Khorasan-Weizen-Hybrid-Art. Sein Sohn Robert Quinn, der den Betrieb übernahm, als sein Vater zum Vorsitzenden des Bauernverbands Montana Farm Bureau Federation gewählt wurde, bemerkte 1984 die wachsende Nachfrage nach biologisch angebautem Getreide. 1987 stellte er den Betrieb ganz auf ökologische Landwirtschaft um und ließ sich das altägyptische Wort Kamut für die Weizensorte Q-77 für Kamut International, Ltd beim United States Patent and Trademark Office für den Anbau registrieren. 1990 erkannte das US-Landwirtschaftsministerium Kamut gar als „neue Sorte“ an. Anbau und Vertrieb erfolgen nur über Lizenz von Kamut International.
Die Quinns lassen ausschließlich in den Upper Great Prairies in den USA und Kanada produzieren und exportieren von dort weltweit. Außerdem wird Chorasanweizen in Österreich angebaut. Die Hälfte der Produktion wird in Italien vermarktet, der zweitgrößte Markt ist Deutschland.

## Inhaltsstoffe und Verwendung
Khorasan-Weizen enthält mehr Eiweiß und höhere Anteile an den meisten ungesättigten Fettsäuren, Aminosäuren, Vitaminen und Mineralstoffen als moderne Weizensorten. Khorasan-Weizen wird in gleicher Weise wie Weizen und Dinkel verwendet, als ganzes Korn oder in Form von Mehl, Flocken oder Grieß und hat einen herzhaften, leicht nussigen Geschmack. Als Hartweizenart/hartweizenverwandte Art  (durum = hart), so genannt wegen seines harten, meist glasigen Endosperms, ist er wegen des hohen Eiweißgehaltes und der Klebereigenschaften gut geeignet für elastische Teige, die sich besonders zur Herstellung von Teigwaren, insbesondere für die klassische italienische Pasta, Couscous und Bulgur eignen.
Khorasan-Weizen enthält wie alle Weizenarten Gluten (Klebereiweiß). Für Menschen, die an Zöliakie erkrankt sind, ist er daher nicht geeignet. Die Inhaltsstoffe schwanken naturgemäß, sowohl in Abhängigkeit von den Umweltbedingungen (Boden, Klima) als auch von der Anbautechnik (Düngung, Pflanzenschutz) und Lagerung.
Angaben je 100 g essbarer Anteil:
| Bestandteile  |        |
| ------------- | ------ |
| Wasser        | 9,8 g  |
| Eiweiß        | 15,0 g |
| Fett          | 2,2 g  |
| Ballaststoffe | 12,0 g |
| Kohlenhydrate | 59,3 g |
| Mineralstoffe | 1,7 g  |

| Mineralstoffe |         |
| ------------- | ------- |
| Natrium       | 5,5 mg  |
| Magnesium     | 170 mg  |
| Calcium       | 25,4 mg |
| Kalium        | 480 mg  |
| Mangan        | 3,7 mg  |
| Eisen         | 4,4 mg  |
| Kupfer        | 0,52 mg |
| Zink          | 3,5 mg  |
| Phosphor      | 380 mg  |
| Selen         | 0,25 mg |

| Vitamine                 |         |
| ------------------------ | ------- |
| Thiamin (Vit. B1)        | 400 µg  |
| Riboflavin (Vit. B2)     | 189 µg  |
| Niacin (Vit. B3)         | 6370 µg |
| Pantothensäure (Vit. B5) | 230 µg  |
| Vitamin B6               | 98 µg   |
| Folsäure                 | 38 µg   |
| Vitamin E                | 1200 µg |

| essentielle und semi-essentielle Aminosäuren |         |
| -------------------------------------------- | ------- |
| Arginin1                                     | 790 mg  |
| Histidin1                                    | 480 mg  |
| Isoleucin                                    | 740 mg  |
| Leucin                                       | 1220 mg |
| Lysin                                        | 470 mg  |
| Methionin                                    | 340 mg  |
| Phenylalanin                                 | 980 mg  |
| Threonin                                     | 530 mg  |
| Tryptophan                                   | 100 mg  |
| Tyrosin2                                     | 440 mg  |
| Valin                                        | 740 mg  |

1 semi-essentielle Aminosäuren
2 für Kinder und Schwangere essentiell.
1 mg = 1000 µg
Der physiologische Brennwert beträgt 1380 kJ (326 kcal) je 100 g essbarer Anteil.